# 格罗顿学校

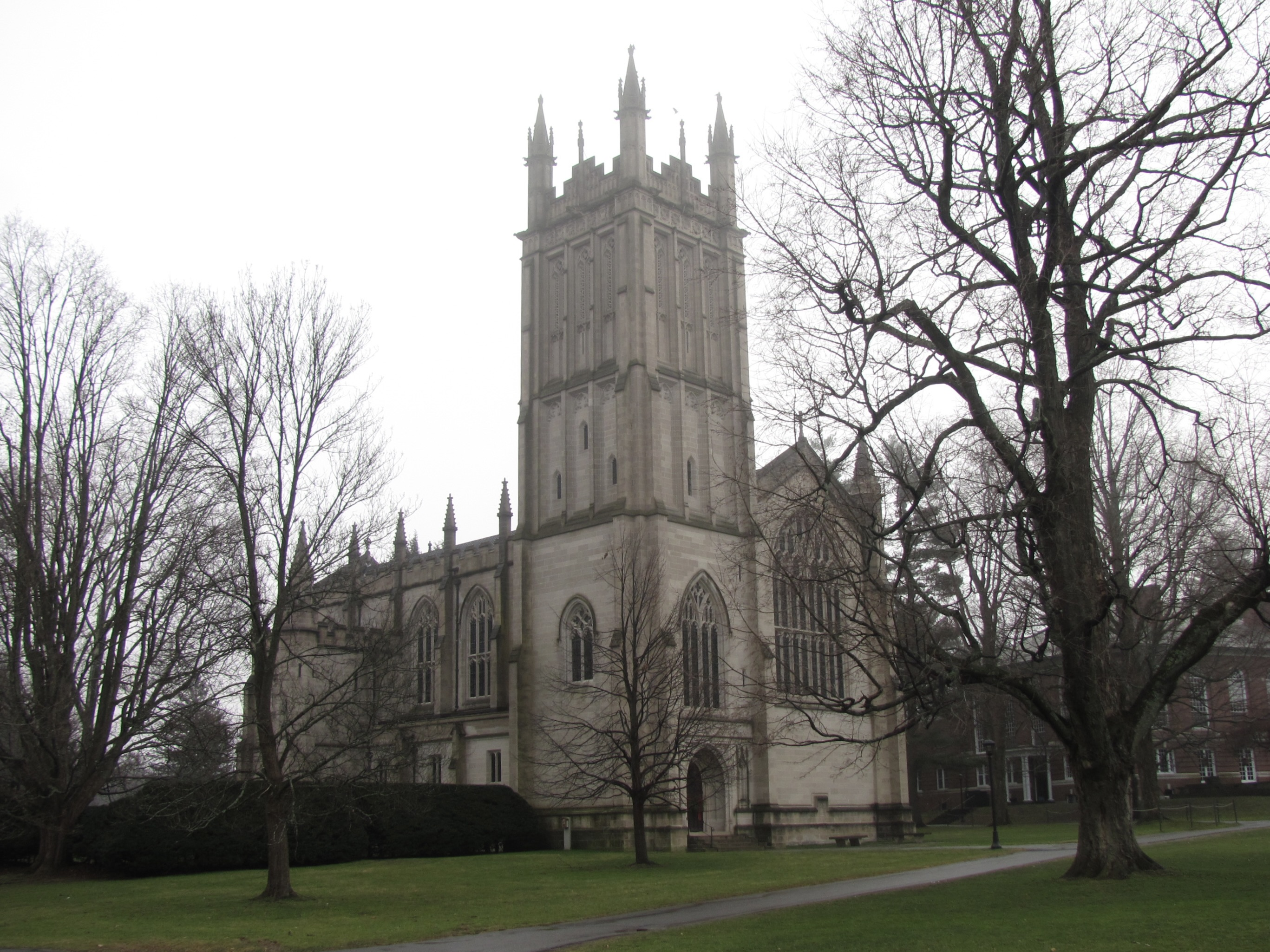

格罗顿学校（英語：Groton School）是一所位于美国马萨诸塞州格罗顿镇的高中。在2003年的美国高中排名，格罗顿学校的教学质量位居美国第二。
格罗顿学校为寄宿私立学校，学校共有约350名学生，为八年级至十二年级。同时，格罗顿学校为美国诞生了两位美国总统以及很多至今活跃在政治舞台的人物。

## 历史
格罗顿学校于1884年由恩迪葛·皮博迪创建，學校制度則模仿皮博迪自己少年时在英国公學切尔滕纳姆学院的受學經驗。
格罗顿学校在美国历史上扮演了成功的教学角色，一年至少有25名学生能进入哈佛大学。

## 学生
格罗顿学校大部分来自美国本地，其他学生来自于世界各地。在格罗顿学校，30%的学生能够拿取奖学金。即使这样，进入格罗顿学校的学费还是非常高的。学校在招收学生时甚至需要考虑到学员的家庭情况。
格罗顿学校同时招收国际学生，包括韩国、香港、中国大陆、英国、瑞士、瑞典以及加拿大等学生。由于格罗顿学校的名气以及质量，进入格罗顿学校的竞争是非常强的（15%入取，每年三月份公布），格罗顿学校学生有平均48％左右的学生来自世界各地。
在学生中，97%的学生为寄宿学生。

## 师资
格罗顿学校拥有滑雪场、图书馆、划船场、艺术馆、剧院等设施。另外，格罗顿学校的老师有82％以上持硕士或博士学位，绝大多数老师毕业于常青藤盟校、麻省理工大学等名校。师生比例为1比2。

## 教义
格罗顿学校是聖公會学校，学生在周一到周五（周三除外）都要到学校的礼堂中祷告。

## 另見
- 教育
- 高中
- 美国高中

## 外部連結
- 官方网站